# خدای کثیف
خدای کثیف (انگلیسی: Dirty God) یک فیلم در ژانر درام است که در سال ۲۰۱۹ منتشر شد. از بازیگران آن می‌توان به کاترین کلی اشاره کرد.

## داستان فیلم
زن جوانی به نام جید (ویکی نایت) پس از معالجه سوختگی‌های شدید اسیدپاشی، از بیمارستان به خانه می‌آید. او از اینکه دختر کوچکش به دلیل جای زخم شدید صورت از او می‌ترسد ناراحت است. او تلاش می‌کند دوباره زندگی اش را بازسازی کند.